# جينيفر بينيا
جينيفر بينيا (بالإنجليزية: Jennifer Peña) هي مغنية مؤلفة وممثلة أمريكية، ولدت في 17 سبتمبر 1983 في سان أنطونيو في الولايات المتحدة.

## وصلات خارجية
- جينيفر بينيا على موقع IMDb (الإنجليزية)
- جينيفر بينيا على موقع ألو سيني (الفرنسية)
- جينيفر بينيا على موقع ميوزك برينز (الإنجليزية)
- جينيفر بينيا على موقع أول ميوزيك (الإنجليزية)
- جينيفر بينيا على موقع ديسكوغز (الإنجليزية)
- جينيفر بينيا على موقع كينوبويسك (الروسية)